# 천녀유혼 (애니메이션)
애니메이션 천녀유혼(중국어: 小倩, 영어: A Chinese Ghost Story: The Tsui Hark Animation)은 1997년 홍콩에서 개봉한 애니메이션이며, 영화 천녀유혼을 애니메이션화한 것이다.

## 목소리 배역
- 아영 역 : 임해붕
- 소천 역 : 원영의
- 금견 역 : 서　극
- 십방 역 : 갈민휘
- 소접 역 : 양채니

## 한국어 더빙 성우진(MBC)
- 송도영 - 엽소천
- 손원일 - 영채신
- 김기현 - 백운도사
- 황윤걸 - 연적하
- 이미자 - 양엄마
- 최원형 - 십방
- 박선영 - 엽소접
- 김아영 - 소란
- 김영선
- 이철용
- 정남
- 최석필
- 송준석
- 한수림

## 음악 및 노래

### OST
- 《의연시니》, 가수 : 《여명》, 《진혜한》

## 수상
- 1998년 제43회 아시아 태평양 영화제
  - 애니메이션상 《진준문》

- 1997년 제34회 대만금마장
  - 애니메이션상 《진준문》

## 같이 보기
- 천녀유혼